# مفردات مضبوطة
المفردات المَضْبُوطة (بالإنجليزية: Controlled Vocabulary)‏ هي قائمة بمصطلحات مختارة، يجب على المفهرس أو المكشف الالتزام بها عند اختيار رؤوس الموضوعات أو الواصفات لأوعية المعلومات في فهرس أو كشاف.
توفر المفردات المَضْبُوطة طريقة لتنظيم المعرفة لاسترجاعها لاحقًا. يتم استخدامها في مخططات فهرسة الموضوعات، وعناوين الموضوعات، وقاموس المرادفات، ، علم التصنيف وغيرها من أنظمة تنظيم المعرفة. تفرض المفردات المضبوطة استخدام مصطلحات محددة مسبقًا ومصرح بها تم اختيارها مسبقًا من قبل مصممي هذه المخططات، على عكس المفردات اللغوية الطبيعية، التي لا يوجد بها مثل هذا التقييد.

## في علم المكتبات والمعلومات
في علوم المكتبات والمعلومات، المفردات المضبوطة هي قائمة مختارة من الكلمات والعبارات المختارة بعناية، والتي تُستخدم لتمييز وحدات المعلومات (المستند أو العمل) بحيث يمكن استرجاعها بسهولة أكبر عن طريق البحث. المفردات المضبوطة حل لمشاكل الإشتراكات اللفظي الخطية والمرادفات والإشتركات اللفظية من قبل دالة تقابلية بين المفاهيم والمصطلحات المعتمدة لديها. باختصار، فإن المفردات المضبوطة تقلل من الغموض المتأصل في اللغات البشرية الطبيعية حيث يمكن إعطاء نفس المفهوم أسماء مختلفة وضمان الاتساق.
على سبيل المثال، في عناوين الموضوعات الخاصة بمكتبة الكونغرس  (نظام عناوين الموضوعات الذي يستخدم مفردات محكومة)، يجب اختيار المصطلحات المسموح بها - عناوين الموضوعات في هذه الحالة - لمعالجة الخيارات بين هجاء الكلمات المتنوعة لنفس الكلمة (الأمريكية مقابل البريطانية)، والاختيار من بين المصطلحات العلمية والشعبية (cockroach مقابل Periplaneta americana)، والاختيارات بين المرادفات (السيارات مقابل السيارة)، من بين القضايا الصعبة الأخرى.